# Bert Coote
Bert Coote (1867 – 2 de septiembre de 1938) fue un actor teatral y cinematográfico inglés.

## Biografía
Nacido en Londres, Inglaterra, fue padre del también actor Robert Coote.
Además de su faceta teatral, Coote actuó también en varias producciones cinematográficas, entre ellas la cinta de 1931 Bracelets, de la cual fue protagonista.
Falleció en Londres en el año 1938. Había estado casado con Julie Kingsley y con Ada Jane Child.

## Filmografía
- 1930 : Greek Street
- 1930 : Such Is the Law
- 1931 : Bracelets
- 1934 : Two Hearts in Waltz Time